# مبنى جنرال موتورز (منهاتن)
مبنى جنرال موتورز (بالإنجليزية: General Motors Building)‏ هو برج مكتبي ذو 50 طابقاً وبطول 705 قدم (215 متر) يقع في 767 الجادة الثامنة منهاتن مدينة نيويورك. المبنى والذي يحاط بالجادة الخامسة وجادة ماديسون بين الطريق التاسع والخمسون والطريق الثامن والخمسون هو واحد من القليل من المنشئات التي تشغل مربع سكني كامل. وبمساحة 1,774,000 قدم صافية قابلة للتأجير. البرج يحط على موقع فندق سافوي-بلازا السابق ويحصل على منظر لسنترال بارك. تم تصميمه بواسطة إدوارد دوريل ستون ومساعديه وإيمري روث و أولاده على نمط الطراز الدولي وإكتمل في العام 1968.
حالياً مملوك بشروع مشترك بين بوستن بروبرتيز، تشانغ شين وسافرا قروب. مبنى جنرال موتورز يبقى واحد من المباني الغالية والمعروفة في نيويورك، الإيجار يتجاوز 100$ لكل قدم مربع، عملية تجارية في عام 2013 بين المالكين الأساسيين قيمت سعر المبنى لحوالي $3.4 مليار دولار.